# Juan II de Ribagorza
Juan II de Ribagorza, también llamado Juan de Aragón (Benabarre, 27 de marzo de 1457 – Monzón, 5 de julio de 1528), fue un noble aragonés, conde de Ribagorza, virrey de Nápoles entre 1507 y 1509. Perteneciente a la familia real aragonesa, fue además castellán de Amposta (1506-1512), caballero de la orden de San Juan de Jerusalén y primer duque de Luna. También fue lugarteniente general (1496), capitán general y diputado eclesiástico de la Diputación del General de Cataluña (1503-1506) y lugarteniente general del reino de Aragón (1513).

## Infancia y juventud
Juan era sobrino de Fernando el Católico por ser hijo natural de Alfonso de Aragón (duque de Villahermosa) y de María Junquers.
Ya dos años antes de morir su padre, recibió el título de conde de Ribagorza.
Posteriormente llegó al puesto de virrey tras un breve gobierno de la Infanta Juana de Aragón, esposa de Fernando I de Nápoles, enviada desde España por el regreso a casa del primer virrey Gonzalo Fernández de Córdoba, el Gran Capitán. Está considerado como el primer virrey de Nápoles, por haber sido el primero en llevar oficialmente este título.
Se casó con María López de Gurrea Torrellas, llamada la Ricahembra, el 24 de junio de 1479. Al enviudar en 1492, pasó a ser miembro de la orden de San Juan de Jerusalén.

## Inicios
Comenzó su gobierno con la ayuda de tres consejeros: el conde de Santa Severina, Andrea Carafa, el conde de Monteleone Héctor Pignatelli y el conde de Cariati.
En 1508 combatió las correrías de los piratas de Margaregio que asolaban las costas calabresas, consiguiendo capturar al pirata y ajusticiarlo.
Inició un parlamento con el objetivo principal de reclamar una donación de 300 000 ducados a la ciudad, lo que comenzó una revuelta sediciosa, que algunos representantes del pueblo culparon de la falta de pan del 18 de junio de 1508. Debido a su falta de tacto en esa ocasión fue retirado del cargo y llamado de vuelta a España. Dejó Nápoles el 8 de octubre de 1509 para dejar su puesto a un lugarteniente general, Antonio de Guevara, conde de Potenza.

## Guerra contra la República de Venecia
Durante su gobierno, Fernando el Católico declaró la guerra a la República de Venecia para reconquistar los puertos de Apulia que habían pasado a manos de Venecia tras la batalla de Fornovo. Un ejército comandado por Fabrizio Colonna devolvió los principales puertos de Apulia a poder napolitano.

## Regreso a los territorios peninsulares

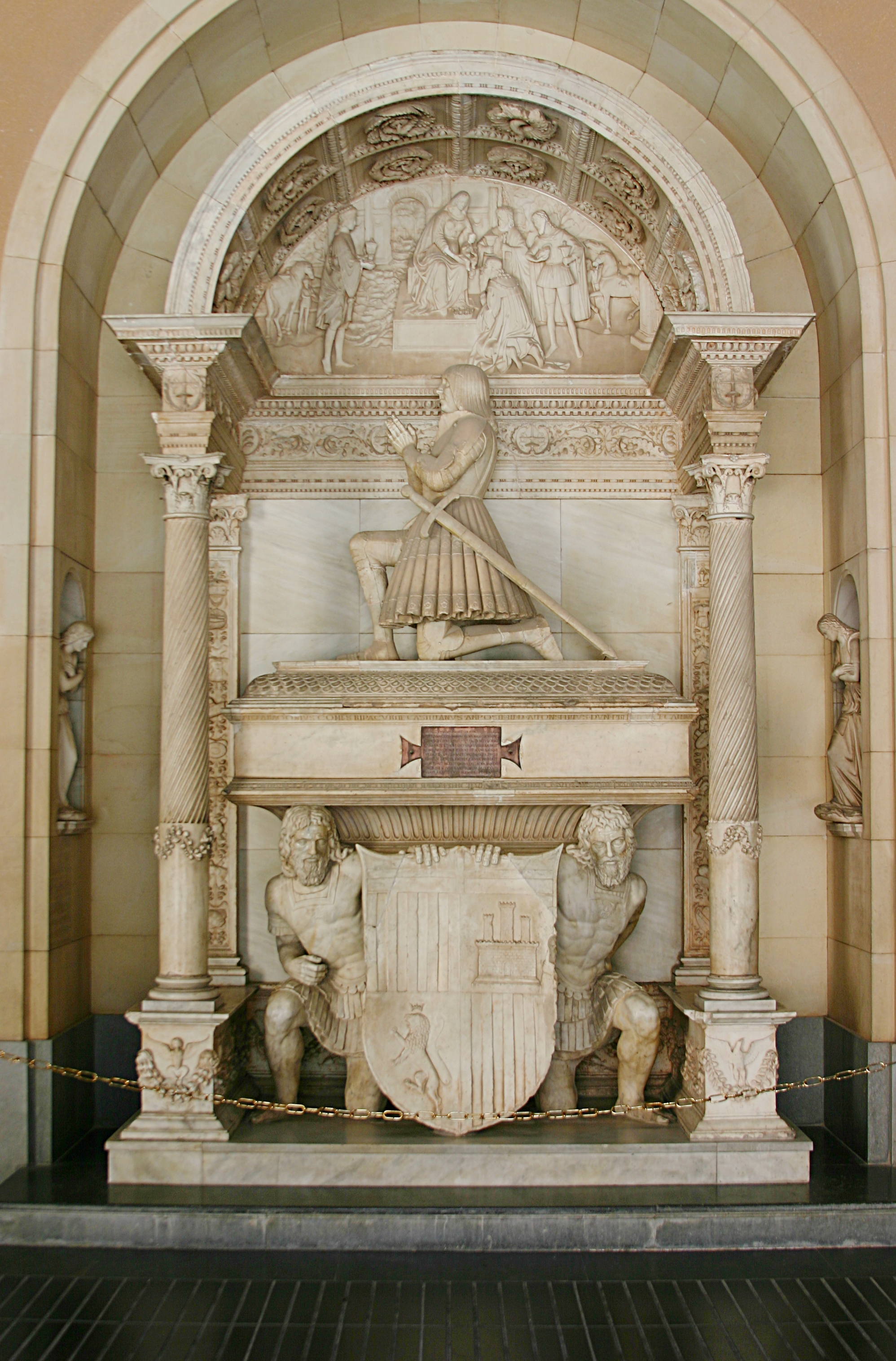
Sarcófago de Juan II de Ribagorza en el Monasterio de Montserrat.

En 1512 regresó a Cataluña y fue nombrado nuevamente virrey de Cataluña y capitán general del principado. Por su cargo eclesiástico había estado insaculado en 1506, y es en la elección de 1512 cuando fue nominado diputado eclesiástico de la Diputación del General de Cataluña. Aunque no fue hasta el 1 de febrero de 1513 cuando entró en Barcelona para jurar su cargo como Lugarteniente general del reino de Aragón. La ausencia de la capital contravenía las normas de residencia requeridas al diputado eclesiástico y, además, se consideraba incompatible con el cargo de lugarteniente general. A pesar de las presiones de los otros diputados, Juan de Ribagorza no presentó la renuncia hasta el 10 de junio de 1514.
Fue también en 1512 cuando cedió en Logroño el título de conde de Ribagorza a su hijo Alfonso Felipe de Gurrea y Aragón y recibió el de duque de Luna.

## Matrimonio y descendencia
Se casó con María López de Gurrea Torrellas, con la que tuvo cinco hijos:
- María de Gurrea y Aragón (1483 – fallecida joven).[cita requerida]
- Juan de Gurrea y Aragón (1484 – fallecido joven).[cita requerida]
- Diego de Gurrea y Aragón (1486 – fallecido joven).[cita requerida]
- Alfonso Felipe de Gurrea y Aragón[12] (1487-1550), único hijo superviviente; duque de Luna y conde de Ribargorza.
- Ana de Gurrea y Aragón (1490 – fallecida joven).[cita requerida]

Asimismo, tuvo dos hijos extramatrimoniales:
- Juan de Aragón (fallecido en 1539).[cita requerida]
- Juana de Aragón (fallecida después del 5 de julio de 1580), casada primero con García Pérez de Veraiz y luego con Francisco de La Caballería.[cita requerida]

## Muerte
Falleció el 5 de julio de 1528 y fue enterrado en primer lugar en la iglesia de Santa María del Romeral de Monzón y después sus restos fueron trasladados al monasterio de Montserrat en un sepulcro renacentista.
| Predecesor: Alfonso VI                      | Conde de Ribagorza 1477–1512                                             | Sucesor: Alfonso VII                     |
| Predecesor: Gonzalo Fernández de Córdoba    | Virrey de Nápoles 1507-1509                                              | Sucesor: Ramón Folc de Cardona-Anglesola |
| Predecesor: Juan José de Aragón y Sotomayor | Duque de Luna 1512-1528                                                  | Sucesor: Alfonso VII                     |
| Predecesor: Jordi Sanç                      | Diputado eclesiástico de la Diputación del General de Cataluña 1513-1514 | Sucesor: Jaume Fiella                    |